# Der wilde Planet
Der wilde Planet ist ein Zeichentrickfilm aus dem Jahre 1973. Er basiert auf dem Buch Oms en Série von Pierre Pairault (1957).

## Handlung
Auf dem Planeten Ygam leben die menschenähnlichen Om. Manche von ihnen werden von den riesenhaften Draag, insbesondere deren Kindern, als Haustiere gehalten. Tiwa, ein Draag-Mädchen, darf den Om-Jungen Terr behalten, nachdem einige Draag-Kinder seine Mutter zu Tode gespielt haben und Tiwa ihn anschließend entdeckt hat.
Tiwa erhält tägliche Lektionen mittels eines Geräts, das sie auf ihren Kopf aufsetzt. Da Terr Tiwa immer wieder entschwindet und beide dadurch die Erwachsenen stören, stellt Tiwas Vater für Terr einen Halsring her, der seine Flucht verhindert, der ihn durch eine Art Rufgerät wie durch einen Magnetismus zu diesem Gerät hinzieht. Terrs Halsring kommt mit Tiwas Lerngerät in Berührung, wodurch er ihre Lektionen mitlernen kann.
Als Tiwa eines Tages für ihre erste Meditation lang von zuhause weg ist, gelingt es Terr, der inzwischen zu einem jungen Mann herangewachsen ist, zusammen mit dem Lerngerät zu entkommen. Er wird von einem Om-Mädchen, das bei einer Gruppe freilebender Oms (von den Draags „wilde“ Oms genannt) lebt, gefunden und vom Halsring befreit. Nach anfänglichem Widerstand der freien Om verwenden diese das Lerngerät, um sich das Wissen der Draag anzueignen.
Die Om leben eine Zeitlang unbehelligt, doch dann steht die regelmäßige Ausrottung gegen die Om im nahegelegenen Park an und viele Om lassen dabei ihr Leben. Während die Om fliehen, werden sie von zwei spazieren gehenden Draag entdeckt, die diese angreifen. Die Om wehren sich und können einen Draag töten. Wissend, dass das Töten des Draag schwere Konsequenzen haben wird, beschließen die Om sehr weit zu fliehen und nach langer Zeit erreichen sie eine Art Technikfriedhof. Während die Draag über drastischere Ausrottungsmaßnahmen entscheiden, entwickeln die Om mithilfe der Technik der Draag vielfältige Technik für ihre Größe. Mit zwei Raketen fliegen die überlebenden Om zu einem Satelliten, wo sie tanzende steinerne Paare vorfinden. Diese werden von den Draag für ihre tägliche, lebenswichtige Meditation und Fortpflanzung gebraucht. Als die Om befürchten durch die umhertanzenden Draag entdeckt oder zertreten zu werden, beginnen die Om die steinernen Figuren mittels ihrer Laser zu zerstören und es bleibt den Draag nichts anderes übrig als um Friedensverhandlungen zu ersuchen. Die Om erhalten mit einem neuen künstlichen Satelliten eine neue Heimat, womit der Krieg ein Ende findet.
Der Planet Ygam erscheint im Film als eine surrealistische Welt. Bei den Streifzügen Terrs und der freien Om werden immer wieder Szenarien dargestellt, in denen es zu geradezu absurden, zuweilen dadaistisch anmutenden Abläufen in der Natur kommt: So verspeist etwa ein Muttertier ihr frisch geschlüpftes Junges, kurz nachdem sie es noch liebkost hat.
Immer wieder werden Teile der Geschichte aus der Ich-Erzählerperspektive von Terr erläutert und berichtet.

## Produktion
Der wilde Planet ist eine französisch-tschechoslowakische Koproduktion; die Zeichnungen entstanden ausschließlich in der Tschechoslowakei.

## Kritiken
„Die Welt, die dieser Film vorführt, ist in der Tat äußerst phantastisch. Jede neue Einstellung fasziniert durch gruselige Abstrusitäten, und dennoch bleibt der sinnbildliche Sinn erkennbar. Den magischen Wirkungen wird sich kaum ein Zuschauer entziehen können.“

„Der Animation fehlt es unter heutigen Maßstäben zwar etwas an Dynamik, dafür ist der psychedelische Jazzsoundtrack von Alain Goraguer ein echter Knaller. […] Fazit: Ein wildes Wunderwerk früher Trickfilmkunst.“

## Auszeichnungen
- Spezial-Preis der Jury bei den Internationalen Filmfestspielen von Cannes 1973
- Im Jahr 2016 nahm die Zeitschrift Rolling Stone den Film (englischer Titel: Fantastic Planet) in eine Rangordnung der „40 größten Animationsfilme aller Zeiten“ auf – darin nahm er den Rang 36 ein.[4]

## Veröffentlichung
Die Uraufführung war am 11. Mai 1973 auf den Internationalen Filmfestspielen von Cannes. Die Premiere der deutschsprachigen Synchronisation war am 28. April 1978 unter dem Titel Der wilde Planet im ZDF. 2008 erschien die deutsche Synchronisation unter dem Titel Der phantastische Planet auf DVD. Im September 2018 wurde der Film erneut unter dem Titel Der wilde Planet auf Blu-ray veröffentlicht.